# Królestwo Galicji
Królestwo Galicji (łac. Galliciense Regnum, galic. Reino de Galicia) – średniowieczne królestwo na Półwyspie Iberyjskim, powstałe w wyniku wydzielenia z królestwa Asturii w roku 910. Od 929 przyłączone do Leónu. Wydzielone na krótko w latach 982–984.
Królestwo Galicji czasowo odzyskało formalną odrębność po podziale Leónu w 1065. Jednak po przegranej wojnie z królem Leónu Alfonsem VI utraciło ją.
W 1097 od Galicji odłączono hrabstwo Portugalii.
W 1111 królowa Kastylii i Leónu Urraka Kastylijska wydzieliła Królestwo Galicji swemu synowi Alfonsowi VII. Po objęciu przez niego rządów w Kastylii i Leónie w 1126, Galicja na stałe została włączona do Królestwa Leónu.
Do 1837 roku nazwa przetrwała w praktykowanej tytulaturze królów Hiszpanii, tytułem króla Galicji mają prawo posługiwać się również współcześni królowie.
Obecnie Galicja jest jedną z 17 wspólnot autonomicznych Hiszpanii.

## Królowie Galicji

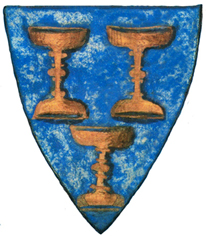
Herb Królestwa Galicji, XIII wiek

- Ordoño II (910–924), król Leónu od 914
- Fruela II (924–925), król Asturii od 910 i Leónu od 924
- Alfonso Froilaz (925–926)
- Sancho I Ordóñez (926–929)
- Alfons IV Mnich (929–931), król Leónu od 925
- Bermudo II (982–984), król Leónu od 984
- Garcia II (1065–1071)
- Sancho II Mocny (1071–1072), król Kastylii 1065–1072
- Alfons VII Imperator (1111–1126), król Kastylii i Leónu od 1126